# Lijst van stations van RandstadRail
Dit is een lijst van alle stations en haltes van het lightrail-netwerk RandstadRail.
De meeste stations en/of haltes zijn in september of oktober 2006 of mei 2019 geopend.

## A
- Appelstraat
- Arnold Spoelplein
- Azaleaplein

## B
- Beatrixkwartier
- Beresteinlaan
- Berkel Westpolder
- Beurs
- Blijdorp
- Bouwlustlaan
- Brouwersgracht
- Buytenwegh

## C
- Centrum-West
- Conradkade

## D
- De la Reyweg
- De Savornin Lohmanplein
- Dedemsvaartweg
- Delftsewallen
- Den Haag Centraal (NS)
- Dierenselaan
- Dorp
- Driemanspolder (overstap NS)

## E
- Elandstraat

## F
- Fahrenheitstraat
- Forepark

## G
- Goudenregenstraat
- Grote Markt

## H
- Heliotrooplaan
- HMC Westeinde
- Hoefbladlaan
- Hofplein[1]

## J
- Javalaan

## L
- Laan van NOI (NS)
- Lansingerland-Zoetermeer (NS)
- Leidschendam-Voorburg
- Leidschenveen
- Leidsewallen
- Leuvehaven
- Leyenburg
- De Leyens

## M
- Maashaven
- Meerzicht
- Meijersplein/Airport
- Melanchthonweg
- Monnickendamplein
- Monstersestraat
- Mozartlaan
- Muurbloemweg

## N
- Nootdorp

## O
- Oosterheem

## P
- Palenstein
- Pijnacker Centrum
- Pijnacker Zuid
- Pisuissestraat

## R
- De Rade
- Rijnhaven
- Rodenrijs
- Rotterdam Centraal (NS)

## S
- Seghwaert
- Slinge
- Van Speijkstraat
- Spui
- Stadhuis (Rotterdam)
- Stadhuis (Zoetermeer)

## T
- Tienhovenselaan
- Van Tuyllpark

## U
- De Uithof

## V
- Valkenbosplein
- Voorburg 't Loo
- Voorweg Hoog
- Voorweg Laag

## W
- Wilhelminaplein
- Willem Dreeslaan

## Z
- Zonnebloemstraat
- Zuidplein
- Zuidwoldepad

Lijnen:
 3  RandstadRail 3 · 
 4  RandstadRail 4 · 
 34  RandstadRail 34 · 
 E  Metrolijn E · 
 170  Buslijn 170 · 
 173  Buslijn 173
Materieelseries:
HTM 4000 · 
RET 5500 · 
RET 1200
Arnold Spoelplein ·
Pisuissestraat ·
Mozartlaan ·
Heliotrooplaan ·
Muurbloemweg ·
Hoefbladlaan ·
De Savornin Lohmanplein ·
Appelstraat ·
Zonnebloemstraat ·
Azaleaplein ·
Goudenregenstraat ·
Fahrenheitstraat ·
Valkenbosplein ·
Conradkade ·
Van Speijkstraat ·
Elandstraat ·
HMC Westeinde ·
Brouwersgracht ·
Grote Markt ·
Spui ·
Centraal Station (NS) ·
Beatrixkwartier ·
Laan van NOI (NS) ·
Voorburg 't Loo ·
Leidschendam-Voorburg ·
Forepark ·
Leidschenveen ·
Voorweg Laag ·
Centrum-West ·
Stadhuis ·
Palenstein ·
Seghwaert ·
Leidsewallen ·
De Leyens ·
Buytenwegh ·
Voorweg Hoog ·
Meerzicht ·
Driemanspolder (NS) ·
Delftsewallen ·
Dorp ·
Centrum-West
De Uithof · 
Beresteinlaan ·
Bouwlustlaan ·
De Rade ·
Dedemsvaartweg ·
Zuidwoldepad ·
Leyenburg ·
Monnickendamplein ·
Tienhovenselaan ·
Dierenselaan ·
De la Reyweg ·
Monstersestraat ·
HMC Westeinde ·
Brouwersgracht ·
Grote Markt ·
Spui ·
Centraal Station (NS) ·
Beatrixkwartier ·
Laan van NOI (NS) ·
Voorburg 't Loo ·
Leidschendam-Voorburg ·
Forepark ·
Leidschenveen ·
Voorweg Laag ·
Centrum-West ·
Stadhuis ·
Palenstein ·
Seghwaert ·
Willem Dreeslaan ·
Oosterheem ·
Javalaan ·
Van Tuyllpark ·
Lansingerland-Zoetermeer (NS)
Den Haag Centraal  · Laan van NOI  · Voorburg 't Loo · Leidschendam-Voorburg · Forepark · Leidschenveen · Nootdorp · Pijnacker Centrum · Pijnacker Zuid · Berkel Westpolder · Rodenrijs · Meijersplein/Airport · Melanchthonweg · Blijdorp · Rotterdam Centraal  · Stadhuis · Beurs · Leuvehaven · Wilhelminaplein · Rijnhaven · Maashaven · Zuidplein · Slinge